# Episodi di The Right Stuff - Uomini veri
La prima stagione della serie televisiva The Right Stuff - Uomini veri è stata distribuita dal 9 ottobre al 20 novembre 2020 sulla piattaforma di video on demand Disney+, in tutti i territori in cui il servizio è disponibile.
| nº | Titolo originale      | Titolo italiano         | Pubblicazione    |
| -- | --------------------- | ----------------------- | ---------------- |
| 1  | Sierra Hotel          | Sierra Hotel            | 9 ottobre 2020   |
| 2  | Goodies               | Bravi ragazzi           | 9 ottobre 2020   |
| 3  | Single Combat Warrior | Uno contro tutti        | 16 ottobre 2020  |
| 4  | Advent                | Buon Natale, astronauti | 23 ottobre 2020  |
| 5  | The Kona Kai Seance   | Nuovi astronauti        | 30 ottobre 2020  |
| 6  | Vostok                | Vostok                  | 6 novembre 2020  |
| 7  | Ziggurat              | La tempesta             | 13 novembre 2020 |
| 8  | Flight                | Volo                    | 20 novembre 2020 |

## Sierra Hotel
- Titolo originale: Sierra Hotel
- Diretto da: Chris Long
- Scritto da: Mark Lafferty e Will Staples

### Trama
È il 5 maggio 1961, il giorno in cui il primo americano viene lanciato nello spazio. Gli astronauti John Glenn e Alan Shepard si preparano per il lancio di Alan nello spazio. Nel 1959, la NASA inizia la sua ricerca dei migliori piloti collaudatori e modelli di ruolo nel paese per guidare la loro prima missione spaziale. Tra le centinaia di candidati, solo sette piloti sono ammessi al programma spaziale. In una conferenza stampa, i Mercury Seven vengono presentati al mondo.

## Bravi ragazzi
- Titolo originale: Goodies
- Diretto da: John Coles
- Scritto da: Lizzie Mickery

### Trama
Dopo essere stati presentati in una conferenza stampa, i Mercury Seven fanno un tour attraverso l'America per conquistare i cuori e le menti del popolo americano. John Glenn affascina sia il pubblico che i giornalisti. Ha un talento naturale per connettersi con le persone e un'intelligenza distintiva nel trovare le migliori risposte per i giornalisti. La vita delle famiglie degli astronauti cambia drasticamente man mano che ottengono maggiore attenzione da parte dell'opinione pubblica e affrontano il controllo dei media.

## Uno contro tutti
- Titolo originale: Single Combat Warrior
- Diretto da: Louise Friedberg
- Scritto da: Howard Korder

### Trama
Sono in corso i preparativi per il lancio di un razzo senza pilota e il direttore di volo Chris Kraft lavora per preparare il suo team di controllo della missione. I Mercury Seven vengono sottoposti a un test in una Multiple Axis Space Test Inertia Facility (MASTIF), che simula la rotazione del corpo nello spazio, durante il quale Shepard registra il tempo più breve, ma termina il test a causa di un attacco di vertigini. Nonostante avverta anche un ronzio nell'orecchio, Shepard si spinge a tornare nel MASTIF ripetutamente. Glenn spinge per più risalto ed è a disagio con le buffonate del resto dei Seven, che continuano a festeggiare e a dormire. Cooper e Grissom litigano per i vecchi affari dell'Air Force. I Seven vedono per la prima volta un prototipo della capsula Mercury e si rendono conto che non dovrebbero farla volare. Il razzo esplode durante il lancio, testimoniato dai Sette e dalle loro famiglie.

## Buon Natale, astronauti
- Titolo originale: Advent
- Diretto da: Nick Copus
- Scritto da: Vinnie Wilhelm

### Trama
Il programma spaziale russo raggiunge un altro traguardo quando la loro sonda scatta foto del lato più lontano della luna. La NASA coinvolge lo scienziato missilistico ed ex nazista Werner von Braun, che si scontra con Kraft. I Sette affrontano Gilruth sul loro ruolo nel programma. Glenn trascorre il Natale facendo pressioni per il candidato alla presidenza John F. Kennedy. Shepard e sua moglie, Louise, adottano la nipote orfana di Louise. Cooper viene contattato dalla sua ex amante, Lurleen, che costringe il suo confronto e la riconciliazione con Trudy.

## Nuovi astronauti
- Titolo originale: The Kona Kai Seance
- Diretto da: Rob Bailey
- Scritto da: Mark Lafferty

### Trama
I sette anticipano presto il rilascio dell'ordine di volo. Trudy incontra l'aviatore Jerrie Cobb, che vuole l'aiuto di Trudy per formare un corpo di astronauti femminili, con Trudy come una delle reclute. Il ronzio nell'orecchio di Shepard peggiora. Dopo la morte di un altro pilota collaudatore, i Sette legano condividendo storie sulle loro chiamate ravvicinate con la morte. Cooper e Grissom risolvono il loro conflitto passato. Shepard confessa a Glenn che un fotografo lo ha colto in un'indiscrezione. Glenn aiuta a seppellire l'incidente, ma Shepard è arrabbiato per il fatto che Glenn abbia coinvolto la NASA e lo accusa di aver tentato di sabotare la reputazione di Shepard. Il giorno in cui si decide l'ordine di volo, ai Sette viene detto che voteranno tra loro chi sarà il primo, e Shepard avrà il posto.

## Vostok
- Titolo originale: Vostok
- Diretto da: Nick Copus
- Scritto da: Ameni Rozsa

### Trama
La NASA tiene una conferenza stampa per annunciare che Shepard, Grissom e Glenn saranno la "prima squadra" a essere lanciata nello spazio, anche se negano che ci sia un ordine di classifica per i tre. Glenn si rende conto che mantenere segreto l'ordine significa che la NASA può ancora cambiare idea e, nonostante la disapprovazione di Annie di sua moglie, scrive lettere alla NASA sulla cattiva condotta di Shepard. Due mesi prima del lancio, il PSAC richiede test approfonditi degli astronauti. Nonostante il problema all'orecchio di Shepard, la sua dimostrazione è un successo. Slayton viene eliminato da Seven quando viene scoperta la sua aritmia cardiaca. Il lancio di Shepard è ritardato per un lancio di prova con uno scimpanzé. La prova ha successo, ma il ritardo permette ai russi di essere i primi a mandare un uomo nello spazio, con Yuri Gagarin.

## La tempesta
- Titolo originale: Ziggurat
- Diretto da: Andrew Bernstein
- Scritto da: Vinnie Wilhelm e Danielle Roderick

### Trama
Dopo il volo spaziale russo e la Baia dei Porci, il presidente Kennedy dà pieno sostegno al lancio spaziale di Shepard, che sarà aperto alla stampa e agli spettatori. Vengono fuori notizie sul corpo degli astronauti delle donne; quando Cooper viene interrogato al riguardo in una conferenza stampa, non è in grado di sostenerlo e Trudy è delusa. Shepard scopre delle lettere di Glenn contro di lui. Glenn affronta le persone supponendo che sarà il primo a volare. Louise viene informata dell'indiscrezione di Shepard. Il tempo inclemente ritarda il lancio di Shepard di due giorni, ma Shepard viene avvistato nella sua tuta da volo dalla stampa, rivelando a tutti che sarà il primo americano ad andare nello spazio.

## Volo
- Titolo originale: Flight
- Diretto da: Andrew Bernstein
- Scritto da: Mark Lafferty e Vinnie Wilhelm

### Trama
Il volo di Shepard su Freedom Seven è un successo. Successivamente Shepard riceve riconoscimenti e una parata, ma confessa a Glenn di non essere soddisfatto della brevità e semplicità del suo volo, e sta cercando la prossima grande cosa. Trudy lascia Cooper, solo per scoprire che Jerrie Cobb non può accettarla per il programma di astronauti femminili a causa dei commenti pubblici di Cooper. Cooper riprende la sua relazione con Lurleen. Shepard crolla per il dolore all'orecchio. A Slayton viene assegnata la posizione di capo dell'ufficio astronauti della NASA. Il presidente Kennedy fa un discorso al Congresso in cui propone agli Stati Uniti di accettare la sfida di sbarcare un uomo sulla Luna entro la fine del decennio. Glenn, ispirato da Kennedy, fa pressioni per il grande razzo Atlas sul Redstone, al fine di inseguire lo sbarco sulla luna.